# Leucauge branicki
Leucauge branicki là một loài nhện trong họ Tetragnathidae.
Loài này thuộc chi Leucauge. Leucauge branicki được miêu tả năm 1874 bởi Taczanowski.